# Veenendaal-Veenendaal Classic 2024
La 37e édition de la Veenendaal-Veenendaal Classic a lieu le 18 mai 2024 autour de Veenendaal aux Pays-Bas (province d'Utrecht) sur une distance de 171,6 km. Elle fait partie du calendrier UCI Europe Tour 2024 en catégorie 1.1.

## Parcours
Partant de la ville de Veenendaal, au centre des Pays-Bas, la course est constituée d'une boucle de 31,2 km suivie par quatre boucles de 35,1 km. L'arrivée est jugée lors du cinquième passage sur Kerkewijk à Veenendaal.

## Équipes
| WorldTeams (6)- Team Visma \| Lease a Bike - Intermarché-Wanty - Team dsm-firmenich PostNL - Arkéa-B&B Hotels - Team Jayco AlUla - Alpecin-Deceuninck ProTeams (9)- TDT-Unibet - Bingoal WB - Caja Rural-Seguros RGA - Lotto Dstny - Q36.5 Pro Cycling Team - Uno-X Mobility - Team Flanders-Baloise - Tudor Pro Cycling Team - Israel-Premier Tech Équipes continentales (5)- Metec-Solarwatt p/b Mantel - BEAT Cycling Club - Diftar Continental Cycling Team - Parkhotel Valkenburg - Volkerwessels Cycling Team |
| |

## Classement final
| \| Classement général \| Classement général \| Classement général \| Classement général \| Classement général \| \| Coureur \| Coureur \| Pays \| Équipe \| Temps \| \| ------------------ \| ------------------ \| ------------------ \| ----------------------------------- \| ------------------ \| \| 1er \| Tord Gudmestad \| Norvège \| Uno-X Mobility \| 3 h 36 min 06 s \| \| 2e \| Simon Dehairs \| Belgique \| Alpecin-Deceuninck Development Team \| + 0 s \| \| 3e \| Dylan Groenewegen \| Pays-Bas \| Team Jayco AlUla \| + 0 s \| |                   |          |                                     |                 |
| |                   |          |                                     |                 |
| Source : ProCyclingStats |                   |          |                                     |                 |
| Classement général |                   |          |                                     |                 |
| Coureur | Coureur           | Pays     | Équipe                              | Temps           |
| 1er | Tord Gudmestad    | Norvège  | Uno-X Mobility                      | 3 h 36 min 06 s |
| 2e | Simon Dehairs     | Belgique | Alpecin-Deceuninck Development Team | + 0 s           |
| 3e | Dylan Groenewegen | Pays-Bas | Team Jayco AlUla                    | + 0 s           |

## Classements UCI
La course attribue des points au classement mondial UCI 2024 selon le barème suivant :
| Position           | 1er | 2e | 3e | 4e | 5e | 6e | 7e | 8e | 9e | 10e | 11e | 12e | 13e à 15e | 16e à 25e |
| Classement général | 125 | 85 | 70 | 60 | 50 | 40 | 35 | 30 | 25 | 20  | 15  | 10  | 5         | 3         |